# バラク・オバマ政権の外交政策
バラク・オバマ政権の外交政策（英語：Foreign policy of the Barack Obama administration）では、バラク・オバマ政権下での2009年1月20日以降のアメリカ合衆国の外交政策について説明する。オバマの主要な外交政策アドバイザーにはヒラリー・ロダム・クリントン国務長官、ジェームズ・L・ジョーンズ国家安全保障問題担当大統領補佐官、スーザン・E・ライス国連大使らがいる。オバマの外交政策の全体像はワシントン・ポスト紙のコラムニストE・J・ディオンヌによって「米国の力を臆することなく展開するが、その行使には現実的な限界と自覚に満ちていなければならないとする現実主義の一形態」と規定され、「オバマ・ドクトリン」と仮定された。

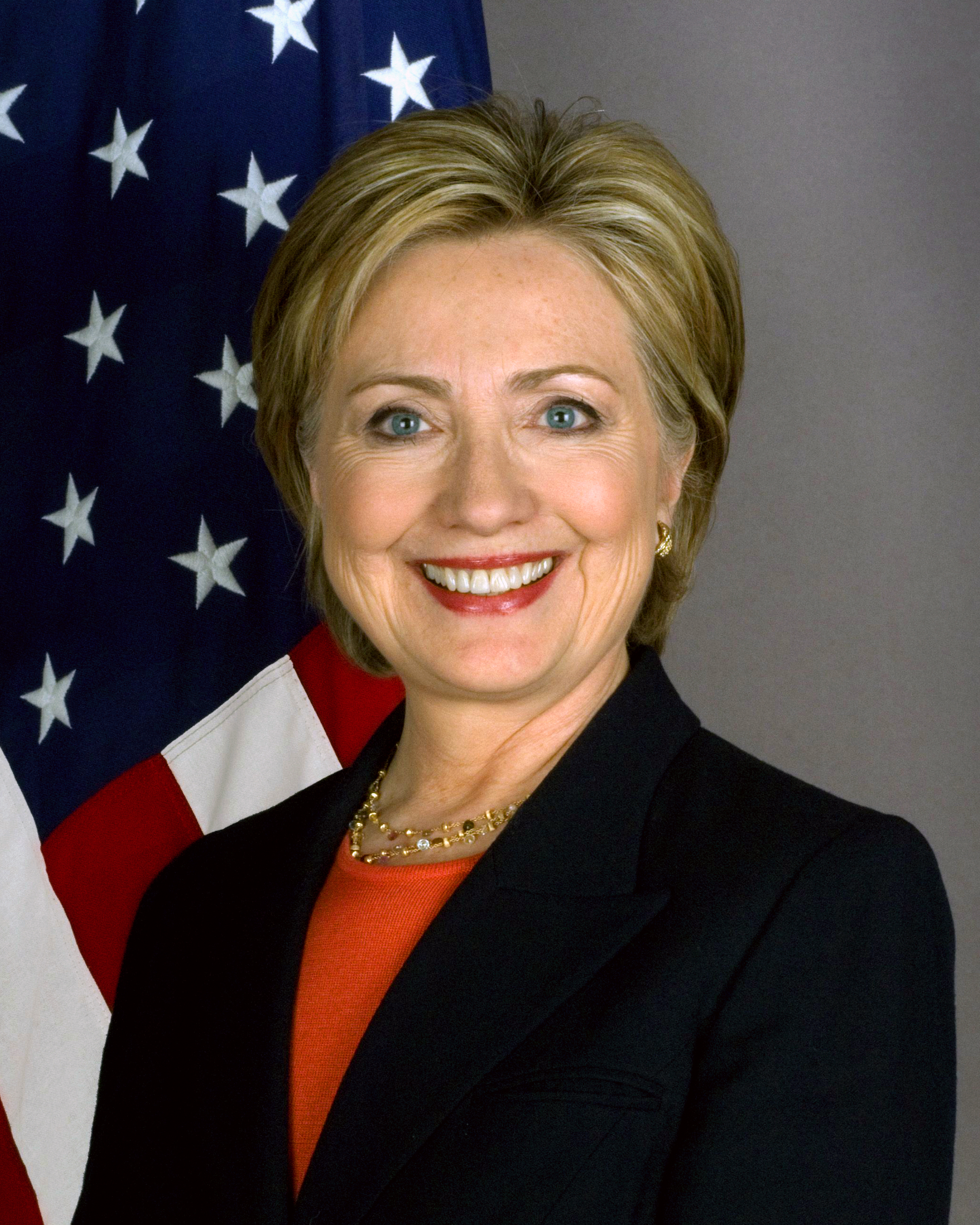
ヒラリー・ロダム・クリントン国務長官.

## 歴史

### 背景
バラク・オバマは大統領選期間中、イラクに展開する部隊の16ヶ月以内の再配置を主張した。これを成し遂げるため、現地の情勢に基づき、1ヶ月に1、2個の大隊を移動させると述べた。そのうちのいくつかは米国へ帰還し、その他はアフガニスタンやパキスタンなど対テロ戦争の最前線へ再配置された。2007年4月23日、オバマは米国シカゴ外交評議会での演説において彼の外交政策の目標を初めて明らかにし、その概要を述べた。そこでは5つのキーポイントが強調されていた。
1. 「イラク戦争を責任をもって終わらせ、広範囲にわたる重大な挑戦に再び集中する、」
2. 「21世紀の新しい真の軍事を構築し、それをいかに展開させるか我々の英知を示す、」
3. 「安全保障、破壊行為、大量破壊兵器の不拡散などその他すべての差し迫った脅威に対処するための国際的な取り組みを掌握する、」
4. 「共通の課題と脅威に立ち向かうため、同盟国との協力を再構築し、建設する、」そして
5. 「米国は他の国が安定した社会を建設するのを支援するが、我々はこれらの国に住む国民のみが彼ら自身を維持して行くことができるのだということを忘れてはならない」

2008年12月1日、大統領に選出されたオバマはかつてのライバルであったヒラリー・クリントン上院議員を国務長官に任命し、ロバート・ゲイツ国防長官を留任させた。彼はジェームズ・L・ジョーンズ退役海兵隊大将（元NATO軍最高司令官）を国家安全保障担当補佐官に、ジャネット・ナポリターノアリゾナ州知事を国土安全保障省長官に任命した。
クリントンは承認式での聴聞会で彼女は「米国の利害を前進させ、世界的な脅威を減少させ、世界でチャンスをつかむ最善の方法は世界的な問題解決の方法を考え、実行することだ。我々は『スマート・パワー』、すなわち、外交、経済、軍事、政治、法律、そして文化を状況に応じて正しい手段を、あるいはそれらを組み合わせ、利用しなければならない。スマート・パワーによって我々の外交政策は世界で指導的地位に立つことができる」ことを信じていると述べた。
オバマが正式に就任するまでの間、世界ではいくつかの紛争があった。2008年から2009年にかけてイスラエルとパレスチナ、特にガザ地域でハマースとの間で紛争があり、オバマが就任する2日前の2009年1月18日、不安定ながら停戦に至った。しかしハマースは停戦協定を破り、ガザの国境付近の都市スデロットへの爆撃を継続した。

### 最初のテーマ
オバマは入念に用意された就任式の演説において彼がイラクからの撤退とアフガニスタンでの紛争に傾注するプロセスを開始することを望んでいると述べた。彼は昔からの友人やかつての敵とともに核の脅威を減らすことについても言及した。彼は米国の精神は「強く、破ることはできない。あなたがたは我々より永続することはできない。我々はあなたがたを倒す」という米国のテロと戦う決意を語った。イスラム世界に対してオバマは「互いに興味を持ち、互いに尊敬しあう新しい未来への道筋」へ招待を広げた。彼は「腐敗と虚偽とを通じて力にすがりつく者」たちに対し、もし彼らが自ら進んで武力を放棄するなら我々は「喜んで手を差し出す」とも語った。
オバマは続けて、「我々は安全と理想のどちらかを選ぶという偽りの選択を拒否する。我々の先祖は災禍に際し、幾世代もの流血を経て法の支配と人間の権利を保障する法律を起草することをやっと想像することができるようになった。それらの理想は依然として世界を明るくしている。我々はそれらを利己主義的な目的であきらめたりはしない」と語った。2009年2月7日、ジョセフ・バイデン副大統領は最初の外交政策の演説で、「我々の安全と理想との間に齟齬はない。それらはより強固なものになった。武力によって我々は独立を勝ち取り、我々の歴史を通じて武力は我々の自由を守ってきた。それは変わらない。だが我々が独立を宣言したとき、我々は世界の前に横たわり、世界の尊敬を勝ち取るため、我々の革命の背後にある価値観と信念を伝えなければならなかった」と語った。
2009年1月21日、オバマは大統領として迎えたの初めての日でパレスチナ自治政府のマフムード・アッバース、イスラエルのエフード・オルメルト首相、ヨルダンのアブドゥッラー2世国王、とエジプトのホスニー・ムバーラク大統領と話し、イスラエルに対して彼の政権のパレスチナ問題に対する平和プランについて詳しく説明し、ガザの国境を開放するよう呼びかけた。オバマとクリントン国務長官はコンドリーザ・ライスが過去2年にわたって努力してきた彼女の交渉の後任としてジョージ・ミッチェルを中東問題の特使として、リチャード・ホルブルックをパキスタンへの特別代表として任命した。
クリントン国務長官は就任して1週間の間に40ヵ国もの世界の指導者あるいは外務閣僚と話をした。彼女は世界の人々が新しい米国の外交政策を知りたいと熱心に思っていると語り、「世界が息吹に満ちている。我々には修復しなければならない多くの傷がある」と語った。彼女は過去の政策すべてを否定するわけではないことを強く示唆し、特に北朝鮮核問題を協議する六者会合を継続することは重要であると語った。

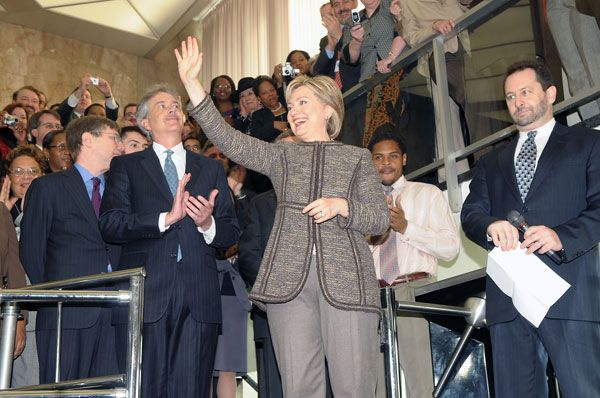
ヒラリー・クリントン国務長官は就任して最初の日に国務省に到着し、国務省の職員は皆立ったままで彼女にあいさつをした。

クリントンは国務省に赴任し、職員に対して行った最初のスピーチで彼女の視点を再強調し、「米国の外交政策には3つの柱がある。国防、外交、そして開発援助である。我々はそのうち2つの責任を負っている。我々は前進しており、外交と開発援助は長期的な目標を達成する上で重要な手段であることを明らかにする。私は米国の将来を確かなものにするためには活発な外交活動と効果的な開発援助が長期的な目標を達成する最善の手段であることを明確に証明するため、職員の皆さんとともに私にできるすべてのことをしていく」と述べた。クリントンはすぐ米国国際開発庁を訪れ、職員たちと会い、彼らが追加の財源を得つつあることと新政権の注意点を語った。
オバマは就任2日後に国務省を訪れた。彼は「我々の未来の成功のためには国務省が決定的に重要であることを全員に理解させるため」だと語った。彼は米国海外サービスのキャリア職員と歓談し、ある者が彼が幼少の頃に習ったインドネシア語で話しかけた。クリントンはオバマの訪問は言葉と行動を通して外交が最優先であることを明確にするためであることを示唆していると語った。
1月26日、オバマはアラビア語圏テレビ局のニュース・チャンネルであるアル＝アラビーヤに対し大統領として初めて公式インタビューに答えた。オバマは「イスラム世界に対する私の仕事は、米国はあなた方の敵ではないということを伝えることだ」と語った。オバマは彼が子供の頃を世界で最もムスリムが多いインドネシアで数年間を過ごしたことに言及し、イスラエルとパレスチナの再開を求めた。イスラム世界に対するオバマのジェスチャーは歴代の米国大統領には見られなかったことである。

## アフリカ

### ジンバブエ
オバマはジンバブエのロバート・ムガベ大統領を厳しく批判している。ムガベは権力を共有する協定の下、長く対立してきたモーガン・ツァンギライが首相に就任したことを祝福していた。米国国務省のスポークスマンであるロバート・ウッドは、ムガベが1980年に独立を宣言して以来この国を貧しくしてきた経済制裁を解除するためには「我々は彼等と関与する前に、ムガベ政権が本当によい統治、特にムガベが本当に権力の共有を行っているか見極めなければならない」と語った。
2009年3月6日、ジンバブエ中央で起きた交通事故でツァンギライ首相はけがを負い、彼の妻スーザンは死亡した。米国国務省はツァンギライ首相に対し哀悼の意を捧げた。

## アジア

### 日本

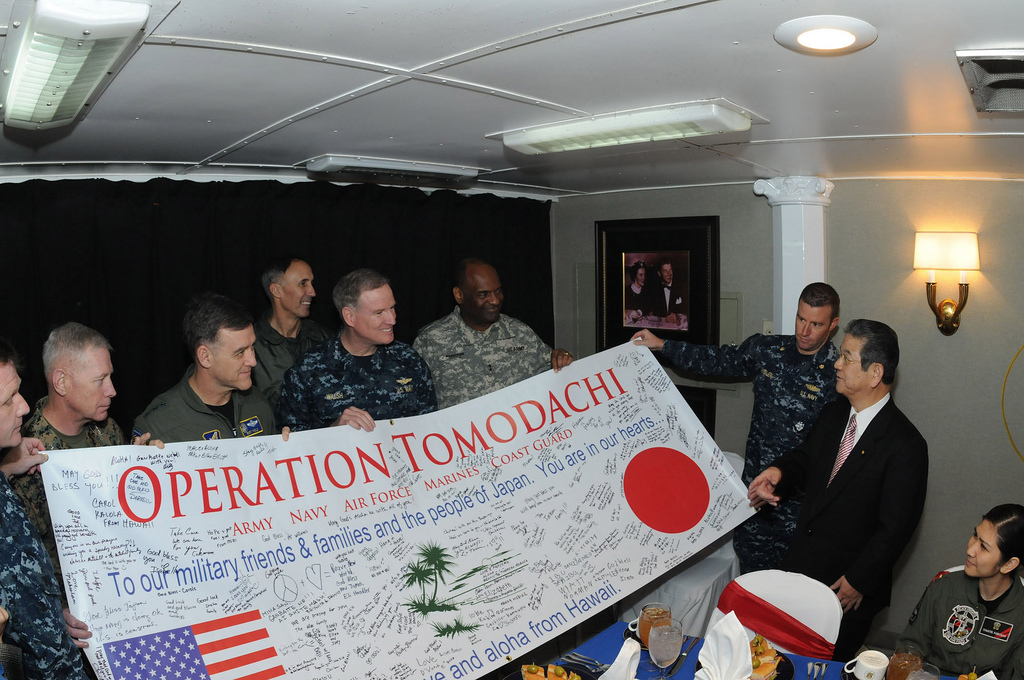
2011年4月11日、トモダチ作戦のバナーを受け取る北澤俊美防衛大臣

日本はバラク・オバマ政権の東アジアの外交政策において重要な地域である。ヒラリー・クリントン国務長官は、彼女の初めての東アジア訪問の旅で、米国との同盟関係において、日本が果たす役割の重要性は変わらないことを日本政府に再び保証した。東日本大震災の反応として、米国は災害に見舞われた日本を支援するためトモダチ作戦を開始し、空母ロナルド・レーガンを訪問した日本の北澤俊美防衛大臣はトモダチ作戦に参加した乗組員に感謝し、「今ほど米国が同盟国であったことを頼もしく、誇りに思う時はない」と語った。
2014年4月にはオバマ大統領と安倍晋三内閣総理大臣による日米首脳会談が行われた。同会談後の記者会見でオバマは、「日本の施政下にある領土、尖閣諸島を含め、日米安保条約第5条の適用対象になる」と述べ、尖閣諸島は日米安保条約適用範囲内でありアメリカが防衛義務を負うことを表明した。

### アフガニスタン
2009年2月18日、オバマはアフガニスタンに展開する米軍に対し、今年の夏までに17,000人の追加派兵を行うと発表した。この発表はロバート・ゲイツ国防長官など数名の専門家の推薦によるものである。オバマ政権の司法省当局者は法廷に出席し、バグラム空軍基地から勾留者が控訴するために米国の裁判所に移動することを否定し、ブッシュ政権時代の政策から急速な変化はないと述べた。

### ビルマ（ミャンマー）
2009年1月の政権発足以来、オバマはアフガニスタンやイラン、北朝鮮、パキスタンなどの問題に優先順位を与え、ミャンマーとの付き合いには消極的だった。スーザン・ライス国連大使は西洋にとって「最も手に負えない挑戦の1つだと思われている」軍事政府と話をした。ヒラリー・クリントン国務長官は軍事政権の歴史的な孤立主義と経済制裁への無関心に対するライスの悲観論を繰り返したが、「オバマ政権は現在のビルマの政権にどのような影響を与え、より効果的にビルマの人々を支援することができる方法を模索している」と主張した。

### 中華人民共和国
2009年2月13日、アジア・ソサエティーでの演説で、クリントンは「中国の台頭は明らかな脅威だと信じるものもいる」、しかし、「反対に我々は米中関係は互いの成功へ向けて努力することで利益を得ることができると信じている。我々はこの地域における共通の利害関係を持ち、機会を共有するため懸命に努力することに興味がある」と語った。2009年2月15日、クリントンは、日本、中国、韓国、インドネシアを含む彼女にとってはじめてのアジア歴訪のツアーに出発した。彼女のツアーには気候変動問題の特使としてトッド・シュテルンも同行した。
当初、政府やメディアでは米中関係をまとめる中心人物としてジョー・バイデン副大統領が現れるのではないかと伝えられていた。クリントンは中国の資料を集め、包括的な対話をリードするために懸命になっていると報道されていた。フィナンシャル・タイムズは米中関係の取り扱いについて国務省と財務省の間で争いがあると指摘した。
クリントンはアジア歴訪に旅立つ前、「我々は中国との経済関係を理解している。だから我々は互いに利益となる方法を話し合い、努力していく」と発言した。しかし、クリントンは米国の中国の人権問題に対する批判は許されるべきでなく、国際経済や環境問題、安全保障の問題で北京と協力する際の「障害」になると示唆すると批判に遭った。しかし、数日後クリントンはそれまで批判的だった米国国務省が提出した2008年度版の中国の人権侵害に関する報告書にサインした。これに反応して中国は人権問題に対するワシントンの不当な扱いを告発する報告書をまとめ、米国は自分の人権侵害から目をそらしていると語った。
2009年4月1日、オバマと胡錦濤国家主席は高級閣僚による米中経済・戦略対話の創設を発表した。米国からはヒラリー・クリントン国務長官とティモシー・ガイトナー財務長官が、中国からは戴秉国外交担当国務委員と王岐山副首相が出席する。
2009年5月16日、オバマは政治的なスターとして一躍有名になった共和党のジョン・ハンツマン・ジュニアユタ州知事を駐中大使に任命するつもりであることを明らかにした。ハンツマンは大統領から個人的に指名された唯一の大使である。米国上院は任命を承認しなければならない。ハンツマンは彼とオバマ大統領が米中関係は世界で最も重要だと信じていると語った。こうしてハンツマンの任命は今のところ中国と米国上院から肯定的な反応をもって受け入れられている。
| 「              | 「米中関係は21世紀の運命を決める世界で最も重要な二国間関係である。我々は真の協力関係を支持しなければならない。それは我々がともに育むべき責任である」 | 」 |
| —バラク・オバマ | |    |

2009年5月31日から6月2日にかけて、ティモシー・ガイトナー財務長官は中国を訪問し、政治家や財界人と会談した。彼は胡錦濤国家主席や温家宝首相、王岐山副首相と会い、彼の母校である北京大学で講演を行った。
7月14日から17日にかけてゲイリー・ロック商務長官とスティーブン・チューエネルギー長官は中国を訪問した。
2009年7月27日と28日、ワシントンD.C.において高級閣僚による米中戦略・経済対話が行われ、米国からはヒラリー・クリントン国務長官とティモシー・ガイトナー財務長官が、中国からは戴秉国外交担当国務委員と王岐山副首相が出席した。
オバマ大統領とクリントン国務長官は2009年11月中国を訪問する予定である。

### 北朝鮮
2009年1月20日にオバマが大統領に就任して間もなく、ブッシュ政権末期の比較的静かな時代を経て、北朝鮮は再び国際社会に乱暴に戻ってきた。ジョージ・W・ブッシュ大統領が任期の最後の数週間で結んだ非核化の約束があるにもかかわらず、北朝鮮は「人工衛星の打ち上げ」（米国の偵察衛星によって、ミサイルの発射テストであったことが分かった）を行い、日本、韓国、米国から非難を浴びた。
オバマは日本の麻生太郎首相との関係を強化し、北朝鮮の挑発的な行動に対し警告した。米国海軍はもし北朝鮮がミサイルを発射した場合、それが実際の攻撃か発射実験かを問わず、撃墜するためのミサイル防衛システムは準備できていると宣言し、ティモシー・キーティング提督は大統領の命令を待っていると語った。しかし、北朝鮮はもしそのような撃墜が行われるならば、それはすなわち戦争を意味すると警告した。
ヒラリー・クリントン国務長官は2009年2月19日に行われた討論で、オバマ政権は重病説がささやかれ、ほとんど姿を見せない金正日に変わって起こるだろうと思われている北朝鮮の政権交代について懸念を抱いていることを認めた。東アジアの訪問後、クリントンはオバマ政権が北朝鮮政府と非核化について交渉を進めることを望んでいることを明らかにした。
2009年2月20日、国務省は北朝鮮政策の特別代表としてスティーヴン・ボズワースを任命した。ボズワースは2009年3月、東アジアへの使命に出発し、北朝鮮核問題の現状について中国、ロシア、日本、韓国の代表と話し合ったと報道されている。
2009年5月下旬に行われた北朝鮮による核実験とミサイルの発射実験に対して国務省は不満を表明し、2006年の国連安保理決議違反として行動を呼びかけた。北朝鮮が1953年の協定を破り朝鮮戦争を終結させるつもりであると発表すると、60年近く続いた紛争は再び緊張し、米韓合同軍は警告レベルを2番目に高いWatchcon IIに引き上げた。
ウィリアム・J・ペリー元アメリカ合衆国国防長官は、オバマ政権の戦略的忍耐政策は、結果として北朝鮮の核開発、ミサイル開発を促進してしまったとする。

### 南アジア

#### インド
ヒラリー・クリントン国務長官が2009年2月に行ったアジア訪問にインドは含まれていなかった。フォーリン・ポリシー誌によると、ブッシュ政権の外交政策を司るスタッフはそのようなアジア歴訪のツアーにおいてインド訪問は鍵になるとして訪問を勧めたが、クリントンはニューデリーを訪問しないことにした。
一部のアナリストはインドを訪問しなかったことは失敗だったとしている。彼らはオバマ政権の公式な外交政策の議題においてインドについて一度も触れられていないことも指摘している。フォーブス誌はオバマは米国とインドの同盟が衰退することを防がなければならないと警告している。ナショナル・インタレスト誌は社説で、オバマ政権は戦略地政学的な協力関係を損なう恐れがあると主張している。タイペイ・タイムズは米印関係の重要性に焦点を当て、オバマにインドに相応の注意を払うよう強く求めた。インドは米国にとって「欠くことのできない同盟国」、クリスチャン・サイエンス・モニターはオバマ政権が気候変動やアフガニスタン戦争、エネルギー安全保障などの面でインドと協力する必要があると主張し、社説でオバマはインドとの関係を『棚上げ』の危機にさらすことはできないと主張している。

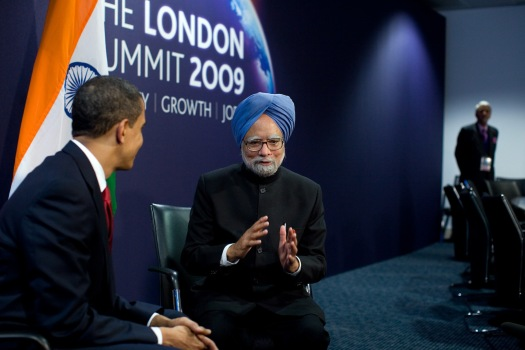
2009年ロンドンでのG8サミットでのオバマ大統領とインドのマンモハン・シン首相。

CIAのレオン・パネッタ長官はイスラム原理主義やターリバーンとどう向き合うか共通の戦略を協議するためインドを訪問した。これは彼が2009年2月に就任して以来初めての外国訪問だった。しかし米印関係には関係冷却の兆候がある。インドのマヤンコテ・ケラス・ナラヤナン国家安全保障担当補佐官はカシミール問題でパキスタンとアフガニスタンの不安定化を招いているとしてオバマ政権を批判し、またそうすることによってオバマは「皮を剥く木を間違えている」と語った。フォーリン・ポリシー誌も「インドは問題ではなく解決の一端になりうる」と主張し、オバマの南アジアに対するアプローチを批判した。また、インドはアフガニスタンの再建においてオバマ政権の態度に関心を示さないのではなく、もっと先を読んだ役割に傾斜することを提案した。米印関係の停滞の兆候が明らかになる中、インドはアフガニスタンで行われる会議への米国の招待を受け入れないことを決意した。ブルームバーグは2008年のムンバイでのテロ以後、インドの世論はパキスタンにテロ攻撃の犯人に対しもっと積極的な行動を取らせるよう圧力がかかっていると報告している。したがって、オバマ政権はテロに対するインドの強硬姿勢と調和することができないかもしれない。ザ・タイムズ・オブ・インディアは米国がアフガニスタン統治のため一部のターリバーン分子を「穏健化」するためにパキスタンが支援する組織と合意する可能性が高まっているため、インドはターリバーンを包囲し打倒するための戦略を協議するため、上海協力機構の席でイラン、ロシアと会談を始めたと報道している。
米国とインドの関係は経済の分野でも難しくなっている。インドはH1-Bヴィザを制限するというオバマ政権の決定を強く非難し、インドのプラナブ・ムハジー外務大臣はインドはあらゆる国際フォーラムにおいて米国の保護主義を非難するだろうと語った。世界ヒンドゥー協議会は米国がアウトソーシングに反対する政策を継続するならば、インドは「米国企業を毀損するステップを取らざるを得ないだろう」と語った。インドのカマル・ナート商務大臣は世界貿易機構におけるオバマのアウトソーシング政策に対してインドは米国に対してもっと多くの措置を取るかもしれないと語った。しかし、KPMG社のアウトソーシング部門の首脳は、オバマの声明はIT関連サービスではなく製造業のアウトソーシングに向けて述べられたものなのでインドは心配する必要はないと語った。
2008年3月、オバマ政権は8機のP-8ポセイドン哨戒機を21億米ドルでインドに売却することを明らかにした。これは二国間の軍事貿易としては過去最高となる。オバマ政権はインド海軍のシヴァリク級フリゲート艦に搭載されるゼネラル・エレクトリック LM2500の操業を一時的に停止させた。2009年3月24日、インド海軍は米国政府がGEに対しタービンエンジンの操業の再開を命じたことを報告した。
ホワイトハウスは2009年5月に行われたインドの総選挙の結果を祝福した。クリスチャン・サイエンス・モニターはインドを安定した民主的な経済大国であるとして称え、オバマに対し「できるだけ早く」インドを訪問し、「国際的なパートナー」として抱擁すべきだと主張した2009年3月23日、オバマはインドの総選挙を「インドの民主主義の強さの証拠」だとして賞賛した。ホワイトハウスが発行したプレスリリースによると、次の駐印大使としてティモシー・J・ローマーが任命された。南アジアの専門家は核不拡散問題の専門家であるローマーの指名に対し複雑な反応を示した。ローマーは以前「我々はカシミール問題をめぐるインドとパキスタンの緊張を解決しなければならない。この問題を次世代まで放置すると過激主義の温床となり、2つの核保有国の摩擦の中心になる。この問題を解決することによって両国の持続可能な開発と軍事大国化を防ぐことができる」、「我々はこの問題の解決に国際社会のエネルギーを利用する必要がある」と述べている。

#### パキスタン
オバマはかつて大統領候補であったとき、そのパキスタンに対する強硬姿勢で有名だった。「もし、米国にアルカーイダがいれば、ビン＝ラーディンや高級将校は見つかるだろう。そしてパキスタンは行動することも望まぬこともできず、我々は彼らを殺害するだろう」2008年3月26日、ジョン・マケインはオバマとの討論でこの共和党の候補は、「君はそのことを大声で言わない。もし君がしなければならないことがあるとするなら、君にはしなければならないことがある。それはパキスタンと協力することだ」と述べた。
オバマが大統領に就任しても米国のパキスタン政策はブッシュ政権時代とほとんど変わりはなかった。CIAのレオン・パネッタ長官はパキスタン内に潜伏するアルカーイダとターリバーンの攻撃に無人航空機を使う前政権の戦略を賞賛した。オバマはバイトゥッラー・メフスードの組織を含む空爆の拡大を命じた。ベーナズィール・ブットーの暗殺の背景にはメフスードがいたと報じられている。イスラマバードとパキスタン・ターリバーン運動の停戦合意により、パキスタンのスワート渓谷においてシャリーア法が制定された。マイケル・マレン提督が米国とパキスタンの国際的な対話と異文化間の交流の継続の必要性を述べたため、オバマは「待機と観察」の政策を採用した。
2月に行われたテロとの戦いについて話し合うアフガニスタンと米国政府による三者会合において、パキスタンのシャー・メフムード・クレシ外務大臣はオバマ政権を「我々の話を本当に喜んで聞いてくれる」と賞賛した。パキスタン政府は米軍の無人航空機による北西辺境州と連邦直轄部族地域に対する空爆を開始するため、イスラマバードのパキスタン空軍と合流することを依頼する新しい提案を採用した。ホワイトハウス報道官のロバート・ギブスはこの要求に応えると宣言した。
2009年2月27日、オバマはジム・レーラーのインタビューに答え、「我々はこのことを地域的に考えてこなかったことは明らかだ。アフガニスタンの問題は現実的にはアフガニスタンとパキスタンにわたる問題だ」と語った。

### タイ
2009年4月13日、国務省は政情不安における暴力による抗議を非難し、彼らに集会の自由の権利を平和的なマナーをもって行使するよう呼びかけた。

## 南米・カリブ海

### ブラジル
バラク・オバマが大統領選を制した3日後の2008年11月7日、アルジャジーラ・イングリッシュは米国で初めてアフリカ系黒人大統領が誕生したことに対するサルヴァドール市の興奮と霊気を伝えた。ブラジルは黒人や混血がかなり多いにもかかわらず黒人の大統領が誕生したことがなかった。その番組に出演したある黒人系ブラジル人女性は「オバマ大統領の誕生は私たちの黒人社会にとっての前進も意味します。そして我々にブラジルでも黒人大統領が誕生する大きな期待を抱かせるのです」と語った。
オバマが強く後押ししてきた「バイ・アメリカン」条項を含むアメリカ復興・再投資法が起草されると、ブラジルのセルソ・アモリン外務大臣はブラジルは2000年代後半の景気後退のため問題化し、WTOで激しく反発している米国の経済的な保護主義に対して法的手段をとることもありうると警告した。
ブラジルのルイス・イナシオ・ルーラ・ダ・シルヴァ大統領はオーヴァル・オフィスでの共同記者会見に参加し、エネルギー政策について米国首脳と協議した。彼はオバマに会った最初のラテンアメリカの指導者となった。

### キューバ
2008年の大統領選期間中、オバマはキューバ政府が民主的な改革を尊重し政治犯を釈放するよう圧力をかけるという彼のキューバに対する政策を主張した。彼の当選後、キューバのフィデル・カストロ前大統領は大統領と会談することについて「オープン」な考えであると語った。
オバマは就任して間もなく、グアンタナモ海岸勾留キャンプの閉鎖を発表し、キューバのラウル・カストロ大統領は米国政府にグアンタナモ海岸海軍基地全体を「解散」し、キューバに返還するよう圧力をかけ続けると語った。過激な彼の兄フィデルも新しい米国の大統領に対する寛容な態度をやめ、キューバへの基地の返還を要求した。
2009年2月25日、オバマが後押ししてきたキューバへの渡航や財産に対する制限措置を緩和する法案が米国下院を通過したが、大統領はキューバに対する経済措置の棚上げには反対し続けた。オバマは経済制裁はキューバの改革に圧力をかける上で便利な道具であるとする彼の見地を披露した。オバマの姿勢はフィデル・カストロと上院外交委員会のリチャード・ルーガーなどの米国政府のメンバー両方から
批判された。2009年2月下旬、ワシントンに拠点を置くブルッキングス研究所はオバマにキューバとの関係正常化を求める報告書を発行した。
6月2日、ホンジュラスでの米州機構総会において、クリントンはキューバが機構に復帰するには政治的、民主的な基準を確立する必要があることを確認した。

### ホンジュラス
2009年6月28日、マヌエル・セラヤ大統領は逮捕され、その後亡命した。オバマ政権はこの行動を非難し、これはクーデターだと表現した。7月7日、ヒラリー・クリントン国務長官はセラヤと会い、米国の支援とコスタリカのオスカル・アリアス・サンチェス大統領による立会いの下、ロベルト・ミチェレッティ政権と交渉することで合意した。協議の結果、クリントンはホンジュラス政府への経済的および軍事的支援を棚上げすることを発表した。

### ベネズエラ
バラク・オバマは大統領候補であった頃、2007年7月23日に行われた大統領候補による討論会でベネズエラとの関係について、ウゴ・チャベス大統領との無条件での会談に喜んで応じると発言するなど宥和的な調子であった。チャベス大統領のオバマに対する意見は気まぐれであり、大統領選期間中でさえ米国は何も変わらないだろうと語った。
2009年2月15日、チャベスはオバマ大統領と話す準備はできていると語ったが、その後4月下旬にトリニダード島のポートオブスペインで行われる米州機構を控え、新しい米国大統領と会うことについて「うかつなことはできない」と語った。
2009年2月下旬に米国が麻薬取引に関する報告書を提出するとチャベスはオバマを「ブッシュ時代の続き」だと批判した。
しかし3月最初の週、チャベスは彼が国際的な景気後退から抜け出す唯一の方法だと主張する社会主義の道に続くようオバマに呼びかけた。「我々と一緒にやりましょう、一直線に並んで、我々と一緒に社会主義の道を歩みましょう。これが唯一の道なのです。米国で社会主義革命が起こったと想像してみてください」チャベスは南部にあるボリバルの労働者に向かって話しかけた。彼はオバマが経済的な危機に対して取っている国家的な介入を指して人々は彼のことを「社会主義者」と呼んでおり、ベネズエラの指導者が指揮している21世紀の社会主義プロジェクトに彼が参加するのもそんなに無理なことではないと提案した。
3月下旬、彼はオバマが南米の情勢を知らない「哀れで無知な人間」だと言及し、オバマと会ったブラジルのルーラ大統領が完全に満足していないことを言外に示唆した。しかしブラジルの外務大臣はこれを否定した。
4月上旬、日本との貿易について協議するため訪れていた東京でチャベスはオバマ政権に対して偏見を持っておらず、紛争のない21世紀を実現する考えを完全に支持した。
2009年4月17日、オバマとチャベスは初めて会い、オバマはスペイン語で「こんにちは」と話しかけた。チャベスは首脳会談の際、ウルグアイのエドゥアルド・ガレアーノが書いたエッセー「収奪された大地 ラテンアメリカ五百年」のコピーを手渡した。首脳会談の間、オバマは「我々は現在自由であり、条件について模索しているところである。しかし私はあなたに我々が対等な関係を模索して行くことを約束する。我々の関係に上下はない」と語り、喝采を浴びたと報じられた。

### ジャマイカ
2009年9月、アメリカ政府はジャマイカの麻薬王クリストファー・コークの犯罪人引渡しをジャマイカ政府に要求した。しかし、ジャマイカのブルース・ゴールディング首相はアメリカ国家安全保障局の違法盗聴を理由に当初これを拒否したため、両国間の緊張が高まった。
2010年5月17日になりジャマイカ政府はアメリカの要求を受け入れ、コーク逮捕令状を発行したが、キングストンチボリガーデン地区ではこれに抗議するコーク支持者と警察・軍の間で大規模な銃撃戦がおき、73人の死者と500人以上の逮捕者がでた。

## 欧州

### エストニア
エストニアは小国ながらアフガニスタンにおける重要な同盟国である。2009年7月16日、米国大統領バラク・オバマとジェームズ・ジョーンズ国家安全保障担当補佐官はワシントンを訪れていたエストニアのトーマス・ヘンドリク・イルヴェス大統領と会見した。会談で話された話題は国際的な景気後退や大西洋を越えた関係、NATOの同盟国を守る組織としての透明性と信用性の問題と同盟国の外交にとって最も重要な現在のアフガニスタン情勢だった。イルヴェス大統領はエストニアが他の同盟国同様犠牲に苦しんでいるが、アフガニスタンから撤退することはないことを確認した。

### コソボ
米国はオバマ政権の下でもコソボ共和国を承認する政策を継続している。ソフィア・エコー紙によると、2009年2月下旬、プリシュティナ市の新聞コハ・ディトレ紙はコソボのファトミール・セイディユ大統領、ハシム・サチ首相、スケンデル・ヒセニ外務大臣は米国のヒラリー・クリントン国務長官はオバマ政権が2008年にセルビアから独立し、2009年3月時点で56カ国が承認しているコソボを独立国として承認させる国際的なロビー活動を拡大することを保証したと報道した。

### ロシア
ジェームズ・ジョーンズ国家安全保障担当補佐官が米国の外交政策の「主要な方針について、再検討中」であり、ロシアが新たな軍拡競争の引き金になりかねないと主張するペンタゴンのポーランドとチェコへのミサイル配備計画は保留中であり、配備を広げる論議が行われていると述べた中、2009年2月7日に行われた演説の中で、ジョセフ・バイデン副大統領はロシア政策を「協力と協議」路線へ変更することを論じた。バイデンは「ここ数年、ロシアと我々NATO同盟国との間で危険な動向が見られた。今はリセット・ボタンを押し、我々が共に努力すべき多くの地域を訪れるときである」とも述べた。.
ホワイトハウスがオバマ政権にポーランドとチェコにミサイル防衛を配備するブッシュ政権の計画を見直していることを認めたため、この会談までロシア政府はポーランドとの国境にあるカリーニングラード近郊にミサイルを配備する計画を見合わせた。
バイデンはロシアの「勢力圏」という考えを拒否し、「我々はロシアとすべての点で合意するつもりはない」と述べ、「例えば米国はアブハジアや南オセチア」を独立国として認めない」し、「勢力圏もまた然りである。独立国は自決権を有し、自ら同盟国を選ぶことができるという我々の見解は変わらない」と述べた。
オバマは大統領選期間中、米国とロシアの大陸間弾道ミサイルや、核兵器、核物質保有量の削減を軌道に乗せ、ロシアと協力していくつもりであることを述べた。2009年2月、デイリー・テレグラフはオバマ政権の代表としてヘンリー・キッシンジャー元国務長官がロシアのドミートリー・メドヴェージェフ大統領と交渉したと報じた。キッシンジャーは間もなく失効する第一次戦略兵器削減条約に代わり、両国が核弾頭の所有数を1000発に削減することを話し合ったと報じられている。
2009年4月1日、オバマとメドベージェフは二国間関係について話し合うためロンドンで会談を開いた。2人の指導者は共同声明で「我々…は両国の関係が冷戦の精神を超え、2つの国家の関係において新しい始まりの計画を立てる用意ができている」と語った。彼らは互いの目標が「核のない」世界であることを述べ、大陸間弾道ミサイルや核兵器に関する条約について再び交渉することを約束した。

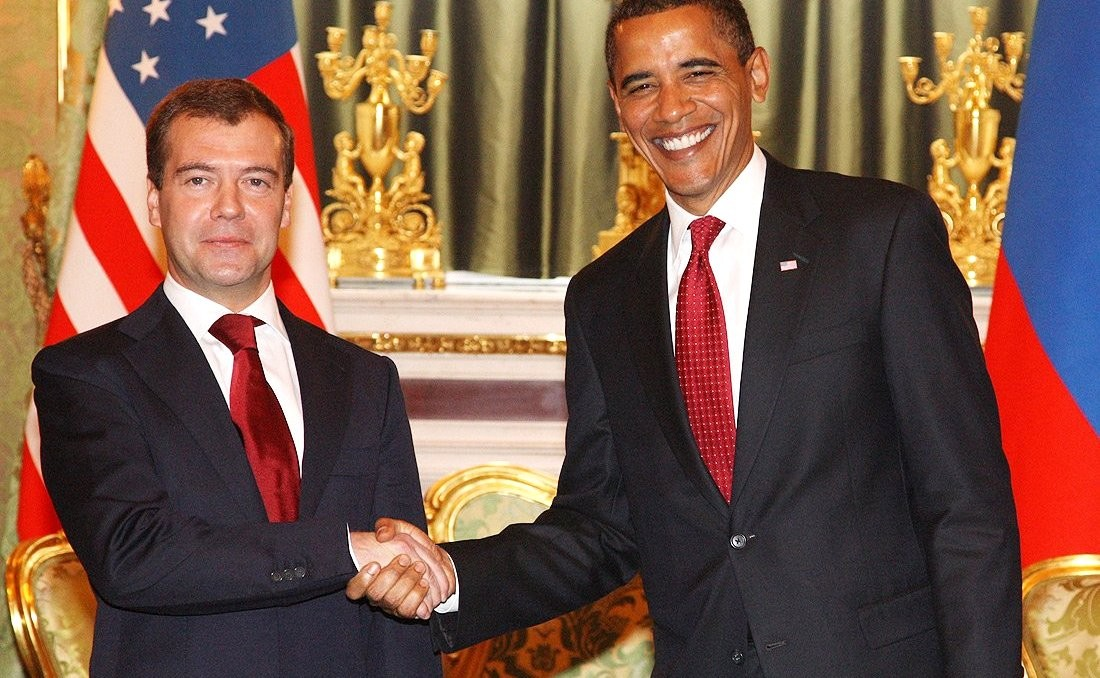
7月6日、モスクワのクレムリンで会談したときのオバマ大統領とメドベージェフ大統領。

2009年7月6日、バラク・オバマ大統領とドミートリー・メドヴェージェフ大統領はロシアのクレムリンで3時間の会合を持った。彼らは新しい条約が作られてから7年以内に核弾頭を1700発以下に削減することで基本的に合意した。現在の両国間における核兵器に関する条約であるSTARTは2009年12月に期限を迎える。加えてロシアは米国がアフガニスタンの戦闘地域へ兵器を輸送する際にロシアを通ることも容認した。
2009年7月20日から始まったウクライナとグルジアへの3日間の旅行中、ジョセフ・バイデン副大統領は米国はアブハジアと南オセチアを独立国として認めないと再び述べた。そして、「世界」に対しこれらを独立国として認めないことを求めた。

### スイス
スイスに対するオバマ政権の外交政策は「増大する敵意」というガーディアンの2009年3月の社説に特徴付けられている。事実、2009年11月の大統領選の勝利後、オバマは2009年の初頭、経済の政策アドバイザーとともにタックス・ヘイヴンに対する取締りを強化する計画を進めていると報じられている。上院議員時代には、スイスなど34ヵ国をタックス・ヘイヴンにあたる国であるとみなし、アメリカ合衆国内国歳入庁の捜査と召集の権限を強化するタックス・ヘイヴン防止法を上院に提出した。この法案はオバマが第111議会に再提出し、通過させることを望んでいると伝えられている。
2009年2月19日、米国はUBS AGに対し、収入に対する課税回避のため秘密の口座を開設した約52,000人の米国人の名前の公表を求めた。米国政府とUBSの対決に関して、スイスに本拠を置く銀行は米国当局から「内国歳入庁の捜査から米国人による口座の情報の隠蔽に協力することによって米国を騙すことを共謀した」と告発された。米国の法案に対し、保守的なスイス国民党はグアンタナモ海岸海軍基地からの勾留人の引き受け拒否やスイスの金を米国から本国に送還するなど米国を苦しめる数多くの対抗的な法案をベルンの国会に提出した。
2009年2月28日、スイスのハンス＝ルドルフ・メルツ大統領は金融危機のさなかの銀行の秘密性の問題について、「非協力的なタックス・ヘイヴン」として制裁されることを避けるためにはスイスはいくつかの譲歩が必要であるかもしれないと示唆した。
以前UBSに対する監督責任者だったエリック・ホルダー司法長官はスイスのエヴェリン・ウィドマー＝シュランプ法務大臣と会い、UBSに対する捜査において自分は関係が深いので不適任であると語った。米国司法省によると、2009年3月2日、ウィドマー＝シュランプ法相はデイヴィッド・マーゴリス司法副長官と会い、国際的な金融危機について話し合っていた。フェイス・ホイットルセー元駐スイス大使はオバマ政権が「安定していて責任ある、そして信頼のできる」と彼女が表現するスイス政府に対してあまりにも敵対的な政策をとりすぎており、スイスとの関係悪化はさらなる経済的な混乱につながりかねないと警告した。ウィドマー＝シュランプ法相によると、後にマーゴリスとホルダーは「スイスと交渉する意思を示し、特にUBSの件について、我々と協議し、マーゴリス氏は事態を悪化させることに興味はない」と語ったという。
メルツ大統領がスイスがOECDの国際税務基準を採用し、国際的な租税回避について今後は海外の相当機関と協力して行くと発表し、オバマ政権は外交的な勝利を挙げた。

### トルコ

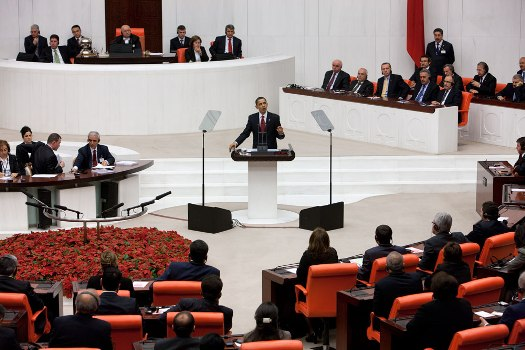
2009年4月6日、トルコの国会で所感を述べるオバマ大統領。

ジョージ・W・ブッシュ政権の下、トルコとの関係は2008年のイラクへの侵攻のため、緊張していた。2009年3月7日、ヒラリー・クリントン国務長官はトルコを訪れ、今までの関係を刷新しよい関係を築こうと努力した。バラク・オバマ大統領は彼の海外訪問にトルコを加え、2009年4月6日、7日、アンカラとイスタンブールを訪問し、米国とトルコの戦略的協力関係を立て直そうと試みた。彼はまず近代トルコ建国の功労者であり、「見識と勇気」を持っていたと賞賛したムスタファ・ケマル・アタテュルクが眠るアタテュルク廟を訪れ、花輪を供えた。それからアンカラの大統領府でアブドゥラー・ギュル大統領と会談し、トルコのトルコ大国民議会で演説を行った。彼はトルコの欧州連合への加盟はイスラム世界に重要なシグナルを送ることになり、トルコは欧州に定着するだろうと述べた。オバマにとってこの旅はイスラム教徒が多数を占める国への初めての訪問となった。
オバマは安定した民主的な西洋世界のトルコ共和国と緊密な関係を築くことは米国の国益にとって重要であると主張した。彼の政権は4月の訪問で確認した通り、米国はトルコの外交や人権と表現の自由の普及とEU加盟への努力を支えると宣言した。
オバマは過去にオスマン朝時代のアルメニア人虐殺に言及し、これはジェノサイドであると主張していたが、トルコへの訪問では、そのかわりにアルメニア語で「大きな悲劇」を意味する「Meds Yeghern」という表現を用いた。彼はギュル大統領との共同記者会見で質問された際、彼がいまだにこの事件がジェノサイドに値すると信じていると再び強調した。彼はトルコを訪問中、トルコ政府とアルメニア政府に対し関係正常化と国境の再解放にむけて共に努力するよう求めた。

### ウクライナ

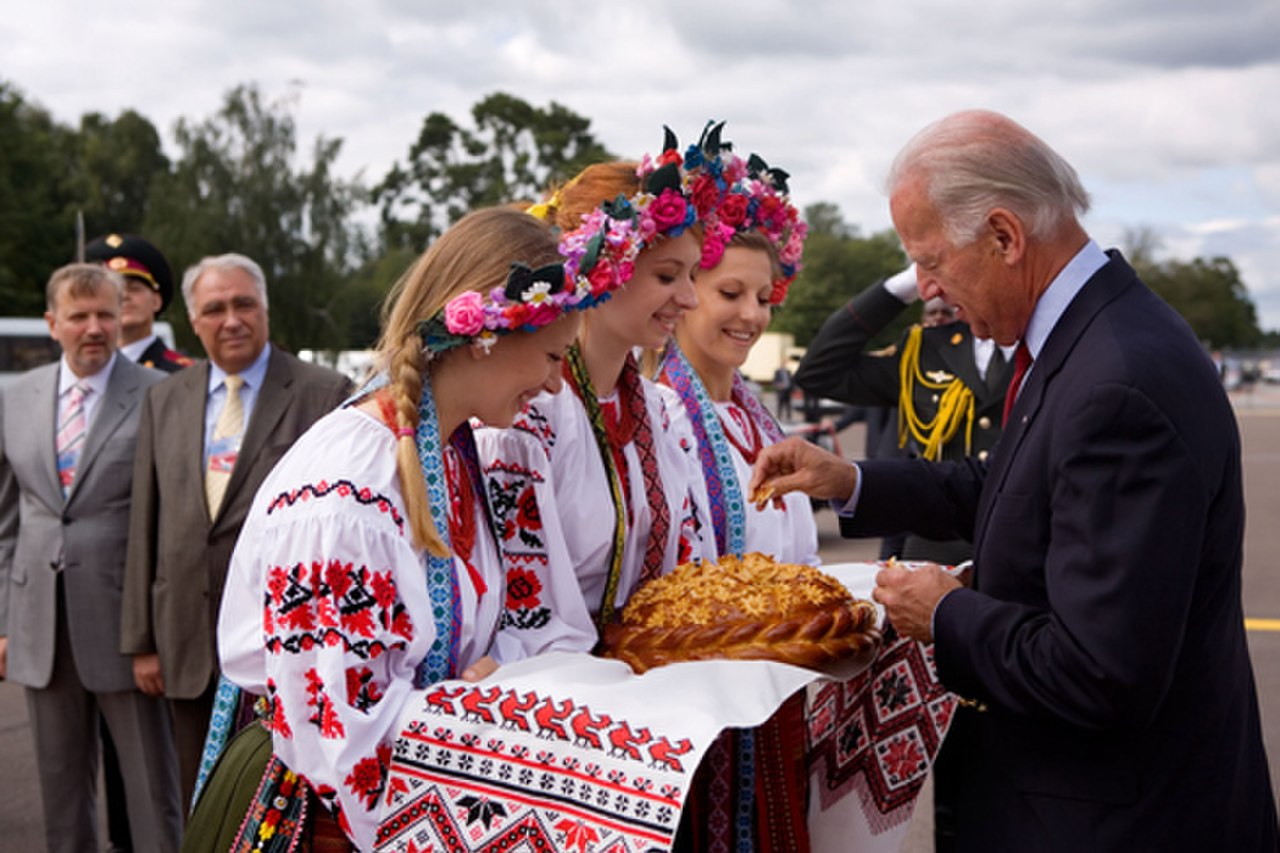
キエフを訪れたバイデン副大統領（2009年7月20日）

7月上旬のオバマ大統領のロシア訪問から2週間後、バイデン副大統領はウクライナを訪問し、同国がロシアの勢力圏にあるという認識を改めて否定した。演説の中でバイデン副大統領は、「いかなる国家についてもウクライナや他の国家に対し、どのような同盟関係に加わるか、あるいはどのような国家相互の関係を持つかについて干渉する権利は認められない。」と述べた。バイデンはまた、2週間前にオバマ大統領がロシア経済学院で「我々は全ての国家-グルジアやウクライナを含む-が主権を確立するように努めなければならない。」と述べたことに同調し、「ロシアとの関係を再構築することはウクライナに損失をもたらすことにはならないだろう。」と述べ、さらにアメリカ合衆国はロシアが反対しようともウクライナの北大西洋条約機構（NATO）加盟に向けた努力を支援し続けると述べた。

### 英国

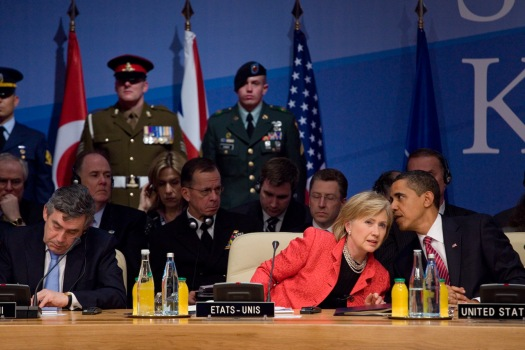
2009年4月、第21回NATO首脳会議の席上、ゴードン・ブラウン首相の脇で何事かささやくオバマ大統領とクリントン国務長官。

ジョージ・W・ブッシュ政権の下、米国は英国、特にトニー・ブレア政権と「特別な関係」を享受した。オバマは国際的な景気後退の中、米国大統領に就任し、そのことは両国の関係に深い影響を与え続けている。
特にかつての宗主国の首都であるロンドンにおいて、米国との「特別な関係」の将来に対するオバマの意図への疑問が浮上した。2009年2月21日、ロバート・ギブスホワイトハウス報道官が発したコメントはギブスが伝統的な言葉である「特別な関係」 （special relationship）ではなく、「特別な協力関係」（special partnership）という言葉を用いたため、興味を惹いた。一部のアナリストや政府の人間はこのことはオバマが英国に対し、より個人的ではなくもっとビジネスライクなアプローチをとろうとしているのだと解釈した。
2009年3月3日、英国のゴードン・ブラウン首相はオバマに会った最初の欧州の指導者となり、彼は翌日議会で共同セッションを行った。彼はホワイトハウスを訪問した際、アフリカの海岸で反奴隷の任務を受けたHMSガネットがかたどられたペンホルダーを贈った。オバマのブラウン首相への贈り物はスター・ウォーズやE.T.など25枚のDVDだった。
2009年3月1日、ブラウンはサンデー・タイムズのコラムのために景気後退に対して米英が共同で指導することについて語った。コラムの中で彼は彼とオバマが規制を作るための国際的な協力や金融業界など問題のある産業を改革するなど経済危機の影響と戦うため、他国の政府と団結することを促す「グローバル・ニューディール」について話し合った。
2009年4月1日、オバマはイギリスのエリザベス2世女王と個人的に拝謁した。このような接見は一般的に国賓の訪問の過程で行われるが、今回は稀な例外だった。

## 中東
オバマの大統領就任後、政権はイラク、イスラエルのガザ地区、アフガニスタン、パキスタンで進行中の戦闘の処理に直面した。中東に関連する外交政策上の問題には他にテロとの戦いと、開発および民主主義の促進があった。オバマ大統領は中東和平担当特使（ジョージ・ミッチェル）、アフガニスタン及びパキスタン担当特使（リチャード・ホルブルック）ら数人の特使を任命した。合衆国に倣い、ドイツがベルント・ミュッツェルブルクを、イギリスがシェラード・カウパーコールズをアフガスタン・パキスタン両国の担当特使に任命するなど、いくつかのヨーロッパの国々はアフガニスタンおよびパキスタンを担当する特使を任命した。

### ガザ
2009年2月2日、オバマ大統領は「ガザ地区における難民と移民に対する緊急支援のために2000万ドル以上を拠出するよう指示する」内容の覚書に署名した。2008年から2009年にかけて繰り広げられたイスラエルとガザの武力衝突は、2008年12月27日から2009年1月18日にイスラエル政府とハマース双方が自主的に停戦を打ち出すまで続いた。この停戦は短期的なものに終わり、オバマ政権補足後も散発的な戦闘と攻撃が続いた。イスラエルはガザ地区からの撤退を2009年1月21日に完了させ、翌日オバマは宣誓を行い大統領に就任した。クリントン国務長官はガザ地区再建のために90億ドルを拠出することを約束した。この方針について納税者連盟のマシュー・シンクレアとパレスチナメディアウォッチのバーバラ・クルークは、その金はテロを助長し、パレスチナ人に非イスラム教徒を嫌うことを教え、イスラエルの存在に反対することに使われるだけだと非難した。
2009年6月4日、オバマ大統領はエジプトのカイロでイスラム教徒に向けて行った演説において、「パレスチナ人は暴力を放棄しなければならない。暴力と殺人による抵抗は間違ったやり方で、成功しない。」と述べた。オバマ大統領は公民権運動や1998年にインドネシアで起こった革命的な運動、南アフリカにおけるアパルトヘイト廃止へ向けた交渉を社会的・人種的・政治的不正に対する非暴力的な抗争が成功を収めた例として挙げ、さらにパキスタンの組織による複数の悪名高いテロ攻撃について触れ、「眠っている子供に向けてミサイルを発射したり、バスに乗った老婦人を爆破することは勇気や力の表れなどではない。求められているのは道徳的権威ではない。求められているのは主義の放棄なのだ。」と述べた。この演説に対し、ハマースの相談役アハメド・ヨーゼフは汎アラブのニュースネットワークであるアルジャジーラに対し、「イスラム教徒とパレスチナ人が味わっている苦しみ、そして彼らが有する国家建設の権利に言及した点は素晴らしい。画期的で問題の突破口となる演説だ。しかしイスラエルが存在することの正当性という点について言えば問題がある。オバマはパレスチナ人には他の国家を承認するより前に自らの国家を持たなければならないことが分かっている」と述べ、慎重な言い回しを用いつつ賛意を示した。ハマースの報道官ファウジ・バルフームは「我々に言えるのは、オバマの演説にはブッシュ前政権が発したメッセージとは異なるメッセージが含まれているものの、オバマの願望や展望を実行に移すための方策が示されていないということだ。」と述べた。

### イラン
2009年2月7日の土曜日、バイデン副大統領はミュンヘン安全保障会議で米国のイランに対する外交政策の概要を以下のように述べた。「米国はイランとの会談に喜んで応じる。そして明快な選択肢を提示する。イランが現在の選択を継続する場合、被圧力と孤立の道を選ぶことになる。違法な核開発計画を放棄するなら、我々はイランの対テロ戦争を支援し、有意義な報奨を得られるだろう」彼はイランの人々のことを「偉大な人々」とも述べ、「ペルシャ文明は偉大な文明だった。しかし、イランはこの地域を平和と繁栄に導く道を選ばなかった。その違法な核開発計画はある種の政治的な示威活動だった」と語った。
2009年2月7日、テヘラン・タイムズはイラン国会のアリー・ラーリージャーニー議長がミュンヘン安保会議の席上、「世界はイランが2級の国家ではないことを理解すべきだ」と語ったと報じた。
ミュンヘン安保会議でのバイデンの演説の翌日の2009年2月8日、ラーリージャーニーは「我々は無条件で対話に臨む準備ができている。しかし、そのためには我々は本当のスタート地点を必要としている…。もし米国人が本当にこの問題の解決を望むなら、彼らはその考えを提示しなければならない」と語った。ラーリージャーニーは1953年に米国が支援したクーデターや1979年のイラン革命に続いて起こったイラン資産の凍結、1980年から1988年にかけて起きたイラン・イラク戦争における米国のイラク支援などを含め、米国に対するイランの不満を綴ったリストを提供し、これらをして「イランと米国の架け橋を焼き払った」と語った。彼は中東に特使を送ったオバマの決断についても言及し、「イランの人々の声を聞くためのものであり、独裁的なものではなく」、「肯定的なシグナル」だと語った。
2009年2月9日、ラーリージャーニーはイランが核開発計画について米国と直接対話する用意があるかについて聞かれると、「それは状況と対話によって利益が得られるかどうかにより、」「我々はアドバンテージを求めているわけではない。しかし、我々は建設的な対話に反対しない」と述べた。ラーリージャーニーは「これは米国人にとって例外的な機会であり」、もし米国がイランに対する貿易の禁止を緩和するからそれは前向きな一歩になるだろう。「可能性はごくわずかだが、米国がその戦略を変更することもありうる」ことを信じているとも述べた。
2009年2月9日、ラーリージャーニーは米国に対しイランに対する明快な提案を示し、イランは交渉のための交渉ではなく根本的な解決をに至るための交渉を望むと述べたのに対し、オバマは米国がイランに対する政策を見直しており、ラーリージャーニーの米国に対する呼びかけに対し、政権はイランと「面と向かって」対話する機会を模索していることを再び強調した。彼はイランは米国が「この地域の問題を解決するゆるぎない決意」があり、米国が政策において「戦術的」ではなく「戦略的」な変化を模索していることを信じる必要があると述べた。
2009年2月10日、イランのマフムード・アフマディーネジャード大統領はイランは現在米国と直接対話する用意があると述べ、「イランは対話の準備ができている、しかしこの対話は互いを尊敬するフェアな雰囲気のもとで行われなければならない」と語った。2009年2月11日、イランのマヌーチェフル・モッタキー外務大臣は「もし米政権が変化を望み続けるなら、それはいいニュースだ」と語り、外務省のハッサン・カシカヴィ報道官はイランは「論理的、対話的、考察的に交渉を行いたい」と思っており、「我々はもしオバマ氏が本当に重大な政策変更を行おうとしているのなら、彼が我々との機会を逃すことを望まない」と語り、「だから我々はこのことで彼について早まった判断をしないことを望んでいるのだ」と語った。
2009年3月1日、統合参謀本部議長のマイケル・マレン提督は、米国はイランが核兵器を製造するのに十分な濃縮ウランを所有していると信じていると語った。彼はイランの核武装がこの地域と世界に与える影響は「とても、とても悪い」と表現した。しかし、ロバート・ゲイツ国防長官はマレンの言説を否定し、「彼らは今までのところ濃縮ウランを備蓄する状況まで来ていないし、核兵器を所有している状況でもない。そのことを回避しようと試みるための猶予はいくらか残されている」と語った。
2009年3月5日、クリントンはブリュッセルで開かれたNATO外相会議に出席し、アフガニスタンについての会議の議題にイランのことも含めることを提案した。クリントンは提案した会議は3月31日にオランダで行われる予定だと語った。
2009年6月4日にカイロにおいて行われた、広くイスラム教徒に向けられた演説の中でオバマ大統領はイランについて言及し、冷戦期に起こった民主的に選ばれたイラン政府に対するクーデターにおいて合衆国が「ある役割を果たした」ことを認めつつ、「2国間で議論すべき問題は多く存在しており、我々は互いを尊重し前提条件なしに事態を進展させることを望んでいる。」と述べた。オバマ大統領はまたイランには原子力を手に入れようとする権利があるとするオバマ政権の立場を明らかにしたが、核軍縮を支持すると付け加えつつ、核兵器を手に入れようとすることはこの地域と世界を非常に危険な方向に導きうる」と警告した。
2009年のイラン大統領選挙は6月に行われた。候補者の中にはアハマディネジャド大統領、ミール・ホセイン・ムーサヴィー前首相、メフディー・キャッルービー前下院議長がいた。今回の選挙は将来行われる可能性のあるイランとの首脳会談の日程に関する協議に影響を与えたという報告が複数上がっている。今回の大統領選挙についてオバマ大統領は、「2009年において、世界が平和的に正義を追求することの証人になることを妨げることなどできない。イラン政府がジャーナリストを国外へ追放しイラクを世界から隔離しようと努力しているにもかかわらず、説得力のある映像と胸を打つ言葉が携帯電話やコンピューターを通して我々にもたらされ続けており、我々はイランの人々が何をしているのか注視し続けている。」オバマ大統領はまた、「これは合衆国や西側諸国についての話ではない。これはイランの人々についての話であり、彼らが、そして彼らだけが選ぶことになるイランの未来についての話なのだ。」と述べた 。

### イラク
オバマがアメリカ軍の最高司令官となって間もなく、アメリカ軍兵士クリフォード・コーネルは兵役拒否の罪で告訴され、有罪判決を受けた。コーネルはイラク戦争への従軍を拒否したとして1年間刑務所に服役するよう言い渡された。告訴は（オバマ政権発足2か月目にあたる）2009年2月23日になされ、有罪判決は4月24日に下された。
2009年2月27日、ノースカロライナ州のキャンプルジューン海兵隊基地において、オバマはアメリカ軍をイラクから撤退させる期限を発表した。オバマによると2010年8月31日、7年半近くにわたる戦闘を経て3万5000から5万の「暫定的に派遣された部隊」のほとんどがイラクから撤退することになる。オバマは駐留部隊の任務を、「イラク治安部隊をどの宗派とも無関係でいられるよう、対テロ任務を指揮できるよう、そして我々がイラク国内で進めている民間および軍による努力を守ることができるよう訓練し、指導し、助言することである」と定義した。この計画では、駐留部隊はの多くはブッシュ前大統領とイラクのヌーリー・マーリキー首相との間で合意に達した期限よりも1年以上早く撤退する見通しである。

### イスラエル
オバマが合衆国大統領選挙に当選する前後、コネチカット州選出の上院議員ジョー・リーバーマンらユダヤ人数人がイスラエルの安全保障についてオバマを質した。オバマはイスラエルを支援し、大統領として同盟関係を維持すると断言した。大統領選挙において民主党の候補者となったオバマが多くのユダヤ人の居住するフロリダ州で最終的に勝利したことは、イスラエル親派が抱く懸念を和らげるべく払った努力が少なくともある程度は成功したことを示している。
その後2009年1月に大統領に選出されたオバマは、イスラエルとハマースがガザ地区で繰り広げていた激しい戦闘に「懸念」を表明したが、武力衝突に関する合衆国の公式見解を表明することは任期切れ間近のブッシュ政権に任せると述べた。オバマはガザ地区での武力衝突について自ら見解を表明しなかったことについて、左派と右派の双方から非難を浴びることになった。
2009年3月、オバマ大統領はクリントン国務長官にイスラエルを訪問させた。クリントン国務長官はイスラエルが東エルサレムで移民を行い、アラブ人の住居を破壊することは中東和平のプロセスにとって無益だと警告した。クリントン国務長官はまた、パレスチナ国家建設を支援するとも表明した。この解決策をイスラエルの外相で野党党首となる予定であったツィッピー・リヴニは支持していたが、次期首相でクリントンが早々と合衆国による協力を約束した相手である
ベンヤミン・ネタニヤフは支持していなかった。
同日、オバマ大統領はクリストファー・ヒルをジョージ・ブッシュ前大統領が任命し2年近く大使を務めたライアン・クロッカーに替えて新任のイラク大使に任命した。
オバマ政権はネタニヤフ首相率いるイスラエル政府に対し、ヨルダン川西岸への入植をやめるよう繰り返し圧力をかけている。「合衆国はイスラエルが移民政策を続けることの正当性を認めない。」アメリカの大統領は2009年6月4日、カイロで行ったイスラム教徒に向けた演説においてこのように述べ、さらに「この入植地建設は過去の合意を破り、平和を作り上げるための努力を根底からダメにする。入植をやめるべき時がきた。」同じ演説の中でオバマはホロコーストについて「今日のイスラエルにおけるユダヤ人の全人口よりも多い600万人のユダヤ人が殺害された。この事実を否定することには根拠がなく、無知で忌々しい」と述べ、ホロコースト否認や反ユダヤ主義、反シオニズムを厳しく非難した。オバマは「イスラエルを破壊により、あるいはユダヤ人に対する卑劣な常套句を繰り返し口にすることによって脅かすことはひどく間違っており、イスラエル国民にこの地域の人々が享受するに値する平和が妨げられた最も痛ましい記憶を呼び起こすだけだ。」とも付け加えた。

### シリア
合衆国は2005年にシリア大使を召還したが、クリントン国務長官によるとオバマ政権は、ブッシュ前政権が8年の任期中テロを支援していると繰り返し非難したシリアとの関係を再考しているところである。2009年3月3日、クリントン国務長官は合衆国が「すぐに」2人の公使をシリアに派遣し、状況を探ることになるだろうと述べた。
オバマ大統領はジョージ・ミッチェル中東和平担当特使を2009年1月26日から8日間中東に派遣した。ミッチェルはエジプト、サウジアラビア、フランス、イギリスで指導者たちと会談し、さらにパレスチナ自治政府大統領のマフムード・アッバース、イスラエル首相のエフード・オルメルト、イスラエル陸軍参謀総長のガビ・アシュケナズ中将と会談し、中東和平プロセスについて話し合った。
ミッチェル特使はアッバース大統領（ハマースと対立中のファタハの指導者）とラマッラーで会談した後、「ガザ地区への不正な武器流入の阻止を成功させるために、適法な物資の流通を許す仕組みを構築することが必要であり、そのような仕組みの構築にパレスチナ自治政府は参加すべきだ。」と述べた。オバマ大統領は、求められているのは停戦ではなく恒久的な平和である。だから私は2つの国家が平和で安全に共存することを積極的に追求し続けると述べた。

## 他の問題

### 気候変動
2009年1月27日、クリントン国務長官はトッド・スターンを国務省の気候変動問題担当特使に任命した。クリントンは「今回の特使任命をもって、我々は合衆国が地球の気候変動とそこから導かれるクリーンエネルギーの問題を処理することに精力的で集中しており、戦略的で真剣であるという明確なメッセージを発している。」と述べた。スターンは1990年代後半にビル・クリントン政権において気候変動に取り組んだことがある。スターンは「否定し、先延ばしし、議論する時代は終わった…われわれは、新に地球規模の反応をもってしなくては気候問題に挑戦することはできない。我々は力強く劇的な外交を展開しなければならない。」と述べた。
2009年2月、スターンは合衆国が2009年12月にコペンハーゲンで合意される新たな気候変動枠気味条約の取りまとめにおいて主導的な役割を果たすと述べた。スターンは新たな枠組条約が取りまとめられるまでの間に、京都議定書を批准することについては言及しなかった。